# 마오난족
마오난족(毛南族, Màonán Zú, 모남족)은 중국 소수민족 중의 하나로 중국 정부에 의해 공인된 56개의 소수민족 중 36번째로 많은 민족이다. 마오난족은 광시 좡족 자치구 지역의 북동쪽에 살고 있으며, 인구 10.7만명의 소수민족이다.

## 문화
재미있게도 80% 이상의 마오난족이 동일한 성씨를 가진다. ‘탄’이라는 성을 가진 마오난은 후난성에서 광시성으로 이주하여 마오난족 여인과 결혼한 조상을 가지고 있다. 또 다른 성씨로는 루, 멩, 웨이, 얀 등이 있다.

## 같이 보기
- 중국의 민족